# 엣지 오브 다크니스 (1943년 영화)
엣지 오브 다크니스(Edge Of Darkness)는 미국에서 제작된 루이스 마일스톤 감독의 1943년 영화이다. 에롤 플린 등이 주연으로 출연하였고 헨리 블렁크 등이 제작에 참여하였다.

## 출연

### 주연
- 에롤 플린
- 앤 쉐리던
- 월터 휴스턴

### 조연
- 낸시 콜맨
- 헬무트 단틴
- 주디스 앤더슨
- 루스 고든
- 존 비얼
- 모리스 카노브스키
- 찰스 딘글
- 로만 보넨
- 리처드 프레이저
- 아트 스미스

## 제작진
- 미술: 로버트 M. 하스
- 의상: 오리 켈리